# 專用地方選擇銷售稅
專用地方選擇銷售稅（英文：Special-purpose local-option sales tax，SPLOST）是美國喬治亞州縣份所徵收的稅項，用於興修公園、學校、道路及其他公共設施。喬治亞州現時的州銷售稅是4%（食品雜貨與處方藥獲豁免），各縣獲准再就專用地方選擇銷售稅把稅項增多2%。地方選擇銷售稅的施行須經縣委員會通過，並由居民以公民投票形式決議。有關的公民投票通常是在接下來的選舉進行。
- 專用地方選擇銷售稅（1%）或會用於增加房地產稅的住宅稅減免。
- 專用地方選擇銷售稅未必須要豁免食品雜貨與處方藥。
- 各市一般不准徵稅，只可與所屬縣份按比例攤分。
- 自2004年起，亞特蘭大收取1%的市銷售稅，用於分離並維修舊有的下水道和雨水溝。
- 亞特蘭大都會區捷運系統銷售稅像下水道稅一樣是獨立的，並不屬於專用地方選擇銷售稅。